# 潞城站 (山西省)
潞城站，位于中华人民共和国山西省长治市潞城区，是邯长铁路上的火车站，建于1980年，由北京局集团邯郸车务段管辖。

## 歷史
- 建于1980年。

## 車站周邊
- 潞城区农机局
- 潞城区人力资源和社会保障局
- 潞城区中小企业局
- 潞城康宝特殊教育学校
- 潞城区人民医院
- 中国邮政储蓄银行南华西街营业所